# HuC62
HuC62は、株式会社ハドソンがゲーム機などの用途向けに設計し、1987年7月に発表したCPUと周辺LSIのチップセットである。正式名称はC62システム。日本電気ホームエレクトロニクスより発売されたPCエンジンに採用された。製造は多くはセイコーエプソンが担当している。名前の由来はハドソン社長であった工藤裕司が趣味としていた蒸気機関車、通称シロクニと呼ばれた"C62"による。
1992年には同名の新世代チップセットが発表され、後にPC-FXにその多くが採用された。

## HuC62システム チップセット一覧

### PCエンジン初出
- HuC6201
  - 天の声2などに搭載されている外部メモリ制御チップ。シャープ製。
- HuC6202：VPC (Video Priority Controller)HuC6202

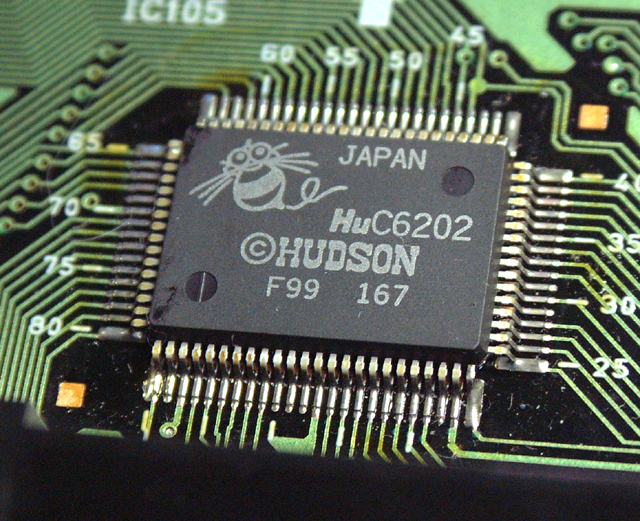
HuC6202

  - PCエンジンスーパーグラフィックスに搭載されているチップ、二つのVDCから送られてくるビデオデータ信号を合成しVCEへ出力する。
  - CPUのST0、ST1、ST2命令実行時、どちらのVDCに送るか設定する機能を持つ。
- HuC6260：VCE (Video Color Encoder)HuC6260A

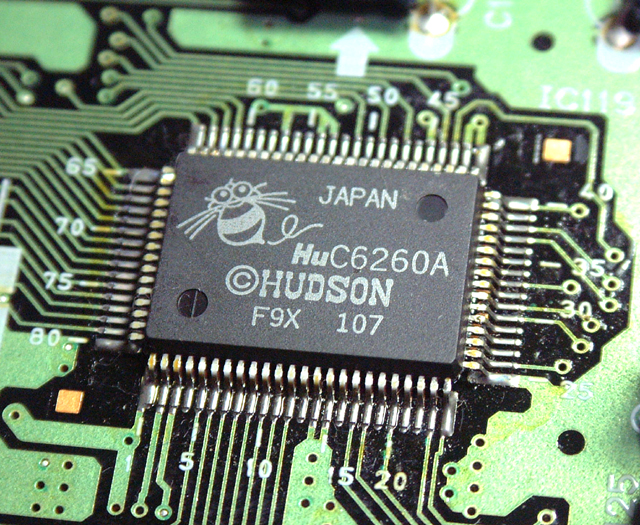
HuC6260A

  - VDCのビデオデータ出力ポートから出力されたデータを元に、VCE内のカラーパレットとつき合わせてD/Aコンバートし、アナログRGB信号及び映像色信号を出力する。VDCとVPCへドットクロック信号、水平同期信号、垂直同期信号の供給も行っている。
    - 同期信号発生回路内蔵
    - RGB8段階計512色発色
    - RGBカラー帯域 7MHz
    - カラーパレットはデータバスからREAD/WRITE可能
    - 製造プロセス CMOS
    - 電源電圧 +5V
    - 80ピンQFP
- HuC6270：VDC (Video Display Controller)HuC6270

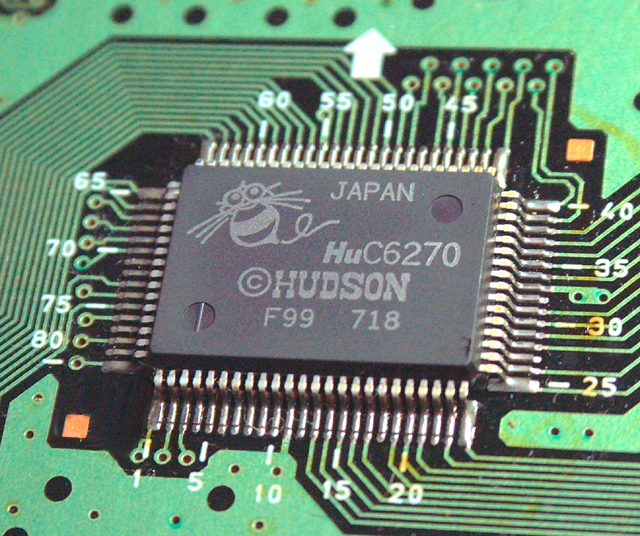
HuC6270

  - VCEからのドットクロック信号に同調してスプライトと背景 (Backbound) を重ね合わせて合成し、9ビットビデオデータとして出力する。VDCの出力するビデオデータはパレット情報、カラーインデックス情報、スプライト背景情報で構成され、それ自体は色情報にはなっていない。
    - 外部同期可能な同期信号発生回路（PCエンジンでは外部同期）
    - バックグラウンドカラーのパターンサイズは8×8ドット、色指定256色中16色
    - スプライトサイズは16×16ドット、色指定256色中16色
    - デジタルカラー映像信号 9ビット並列TTLコンパチブル
    - DMA機能 CPU-VRAM間、VRAM-VRAM間、VDC内のSATB (Sprite Attribute Table Buffer) - VRAM間の転送
    - CPU接続用2ビットアドレスバス
    - CPU接続用16ビットデータバス
    - VRAM接続用16ビットアドレスバス
    - VRAM接続用16ビットデータバス
    - VRAM制御機能。
      - 製造プロセス CMOS
      - 電源電圧 +5V
      - 80ピンQFP
- HuC6280：6502CPUをカスタマイズしたもの。波形メモリ音源も含まれる。HuC6280A
  - CPU部

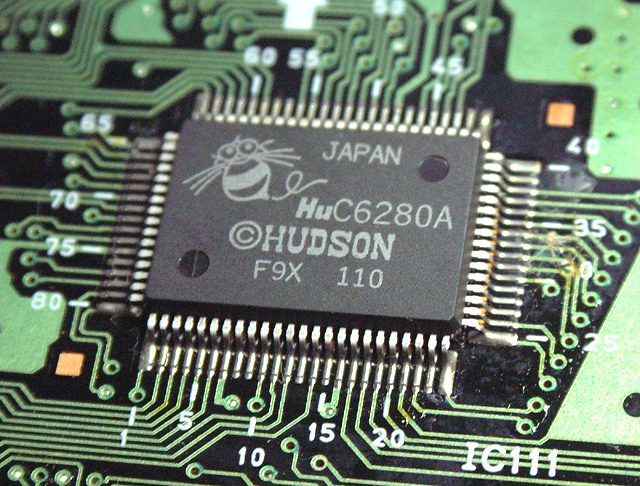
HuC6280A

    - 65C02を元に独自に命令を変更 / 拡張している。ADC命令にBCD機能を付加、ストア命令をHuC6270へのストアに変更など。

  - 音源部
    - メロディ6チャンネルまたはメロディ4チャンネル+ノイズ2音
    - 音量設定 5ビット対数変換方式
    - メイン音量制御レジスタ内蔵
    - 1周期32アドレス波形メモリ方式
    - LFO内蔵
    - 製造プロセス CMOS
    - 電源電圧 +5V
    - 80ピンQFP

### PC-FX初出
- HuC6230：音源チップ、HuC6280のPSG部にADPCMを追加した物。HuC6230

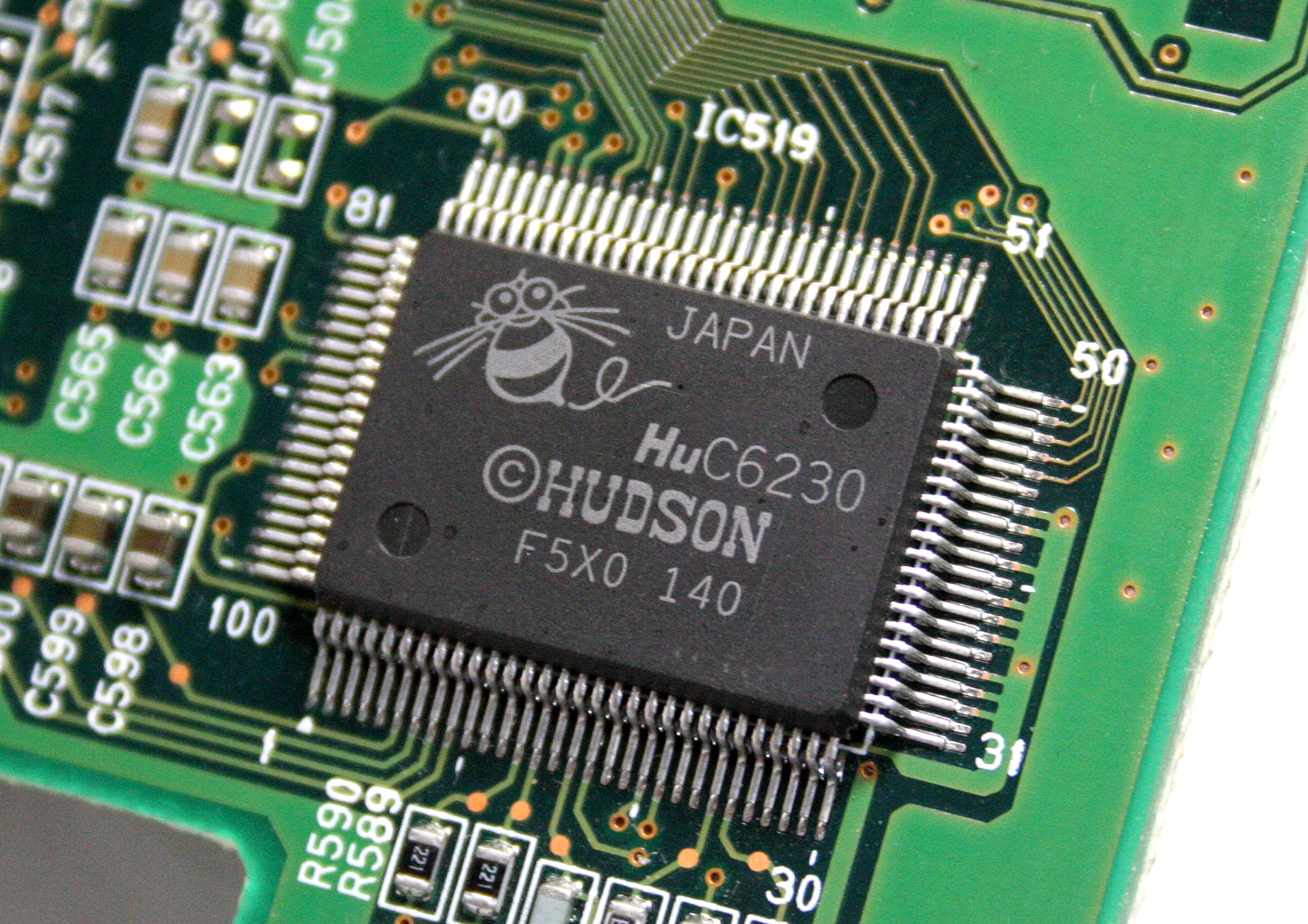
HuC6230

- HuC62320：32ビットCPU[2]、PC-FXではNEC V810が採用されたため搭載されなかった。
- HuC6261：ビデオ管理機能を持つ。HuC6260の次世代チップにあたる。HuC6261

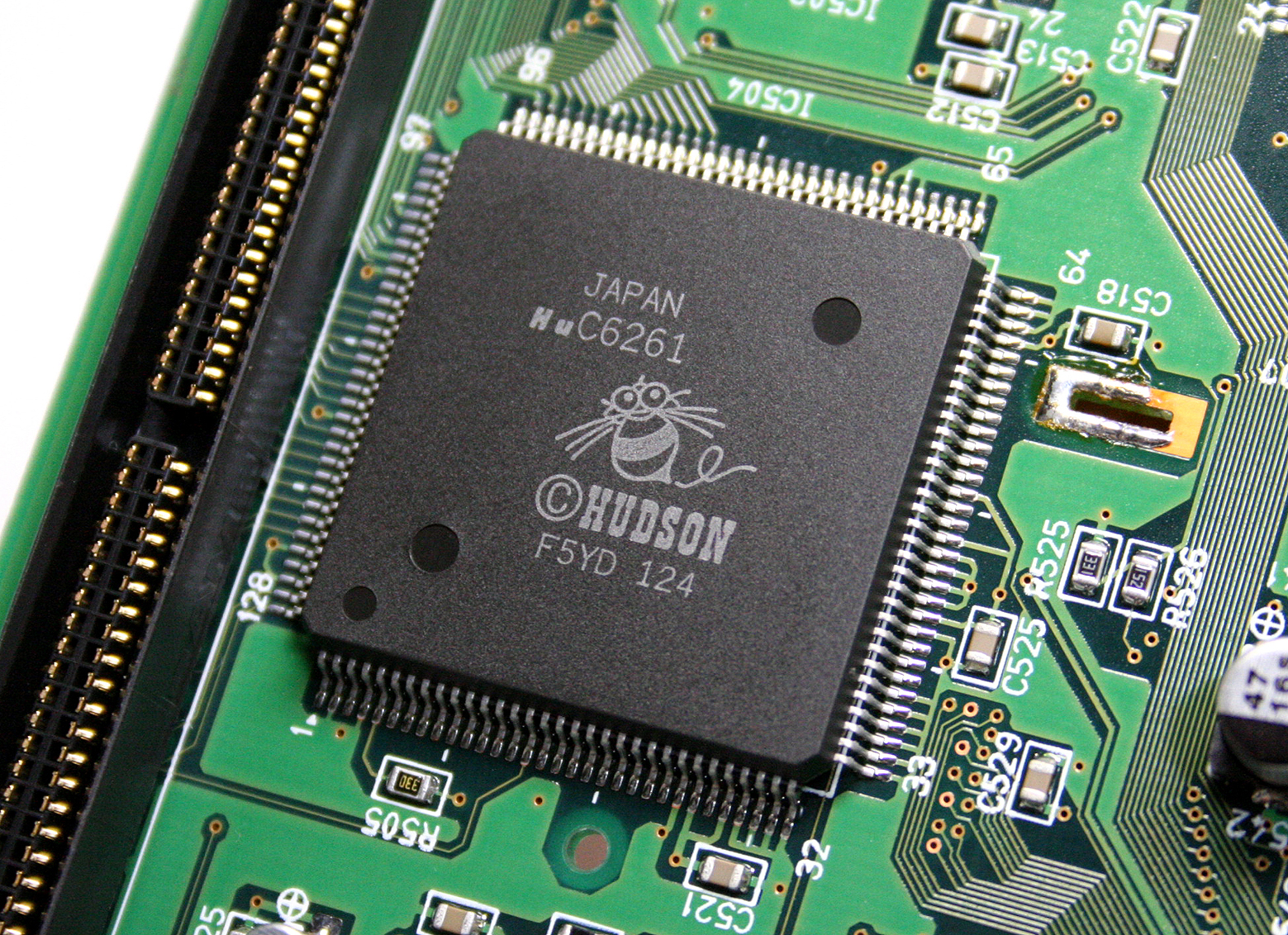
HuC6261

- HuC6271：Motion JPEGデコーダHuC6271

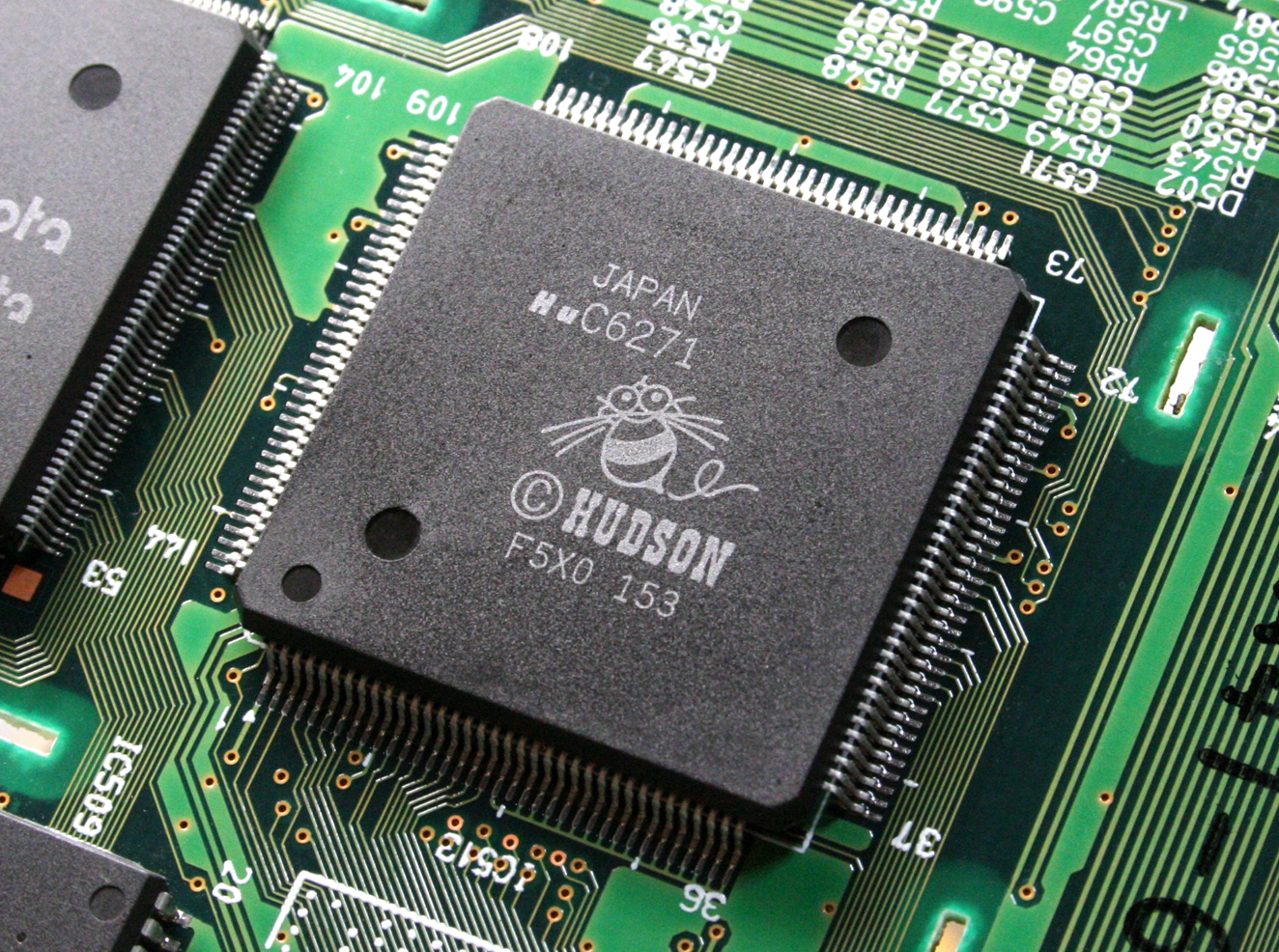
HuC6271

- HuC6272：メモリコントローラHuC6272

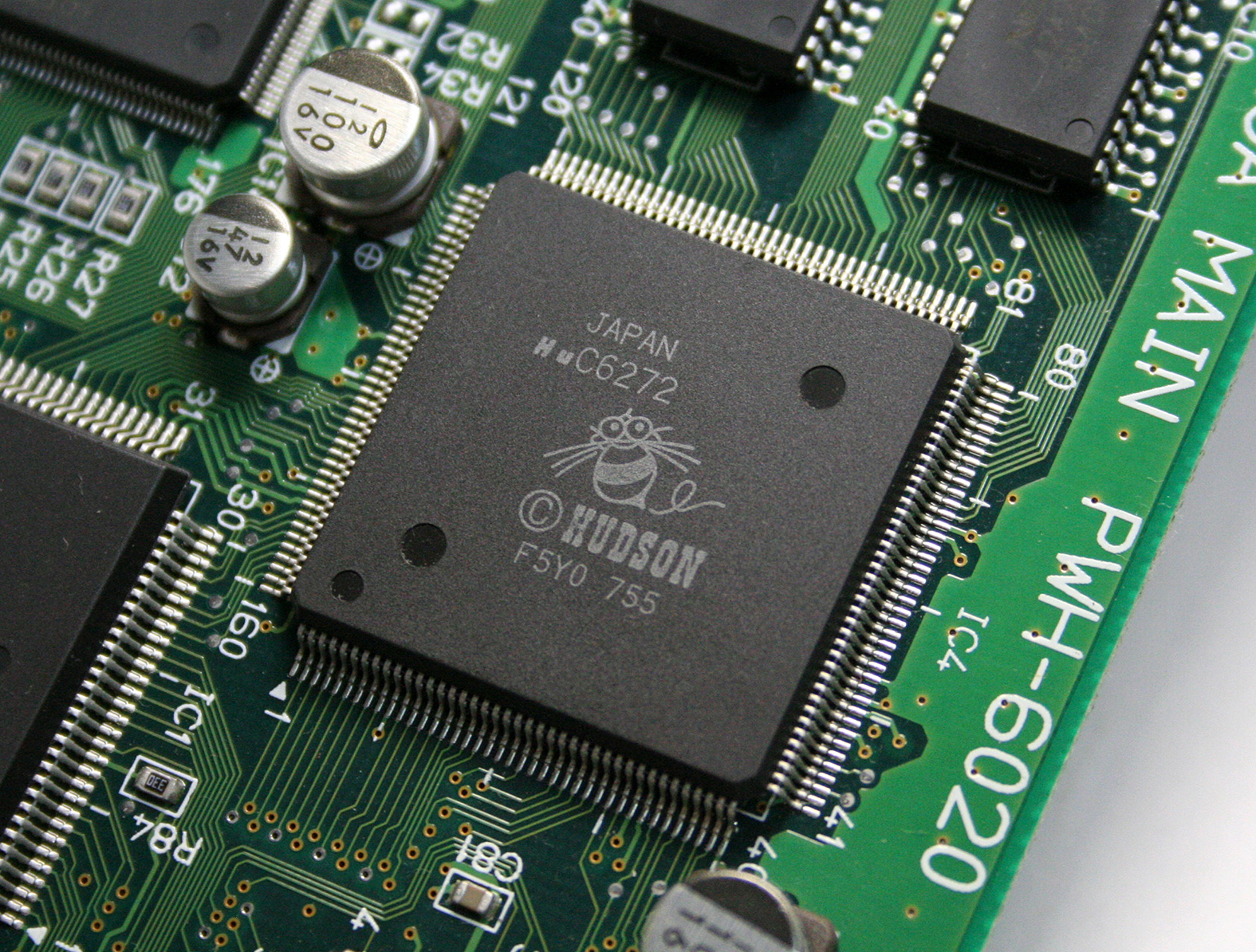
HuC6272

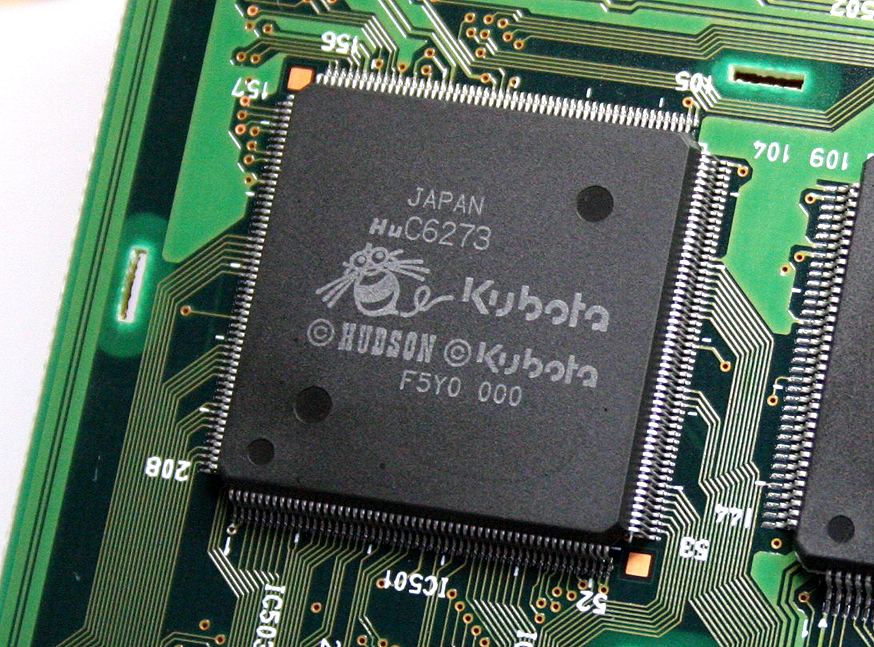
HuC6273

- HuC6273：3D表示用チップHuC6273 PC-FXGAに搭載されている。クボタコンプスとの共同開発。

## 参考資料
- PC Engineユーザー開発システム でべろスターターキット アセンブラ編 - 徳間書店インターメディア（株）発行、1996